# Río Arias
Río Arias är ett vattendrag i Argentina.   Det ligger i provinsen Salta, i den norra delen av landet, 1 300 km nordväst om huvudstaden Buenos Aires.
I omgivningarna runt Río Arias växer i huvudsak lövfällande lövskog. Runt Río Arias är det mycket glesbefolkat, med 3 invånare per kvadratkilometer.